# Psykostimulantia
Psykostimulantia (ATC-kod: N06B) är en grupp av läkemedel som verkar psykiskt och fysiskt stimulerande på människor och djur. Psykostimulantia verkar vanligen uppiggande och ger energi till patienten.
Exempel på psykostimulantia är koffein, efedrin, amfetamin och metylfenidat.
Psykostimulantia används i små doser för bland annat vid behandling av ADHD, där läkemedlet förbättrar exempelvis uppmärksamheten och planeringsförmåga hos patienten. Vissa biverkningar kan uppstå, till exempel minskad aptit, sömnsvårigheter, och trötthet. I sällsynta fall kan svåra biverkningar som depression uppstå. Metylfenidat används även vid kraftiga hjärnskador i vissa länder.
Termen "psykostimulantia" kan även innefatta narkotika, såsom olagligt amfetamin, fast dessa omfattas inte av ATC-koden.